# Simson
Simson — бывшая немецкая компания, производившая оружие, автомобили, мотоциклы и мопеды.
Во времена нацистской Германии завод был отнят у еврейской семьи Симсон, был переименован несколько раз при власти нацистов, а позже под контролем коммунистов. Название «Симсон» было вновь введено в качестве торговой марки для мопедов, сделанных на заводе в бывшей Германской Демократической Республики (ГДР). Мопеды Simson производились в городе Зуль до 2002 года. Компания входила в объединение IFA.
В 1983 году компания продала лицензию на двигатели «Simson M531/541 KG-40» рижскому заводу «Sarkanā Zvaigzne» для установки на мопеды «Рига», позже и Львовскому мотозаводу для установки на мопеды «Львов». Также после закрытия производства лицензия была продана заводу «Молот» в Вятских Полянах, где он получил название «ВП-50». Аналогичный двигатель устанавливался на «Иж Корнет».

## История
Фирма была основана в 1854 году двумя братьями-евреями по фамилии Симсон, имена которых Леб и Мозес.
Изначально завод выпускал ружейные шомпола и штыки. В 1871 году Гершель Симсон купил дополнительно велозавод, под этой маркой стали выпускать велосипеды. С 1880 года стали делать охотничьи ружья, получившие мировую славу. С 1907 по 1934 годы фирма стала выпускать и автомобили, в том числе и гоночные.

### 1934—1945
В 1934 году хозяина фирмы Артура Симсона арестовали нацисты и посадили его в тюрьму, он смог освободиться, отписав им свой завод, а сам перебрался в Америку. С этого момента евреи к фирме уже прямого отношения не имели.
В 1934 году началось производство первых мотоциклов BSW-100.

### 1945—1990

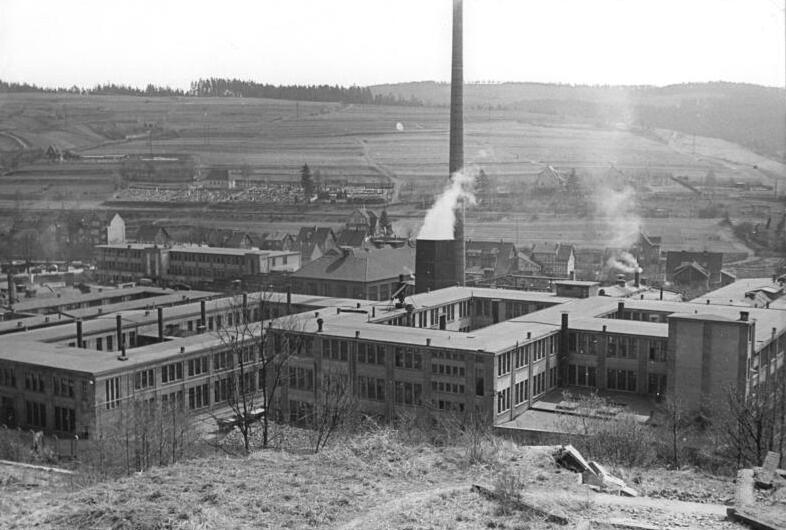
Завод Simson в Зуле (1959)

После Второй мировой войны фирменную марку Simson сохранили. С 1953 года на ней стали выпускать мотоциклы Simson AWO-425 с четырёхтактным мотором 250 см³ и карданным приводом. А с начала 1960-х годов и мопеды с двухтактными моторами.

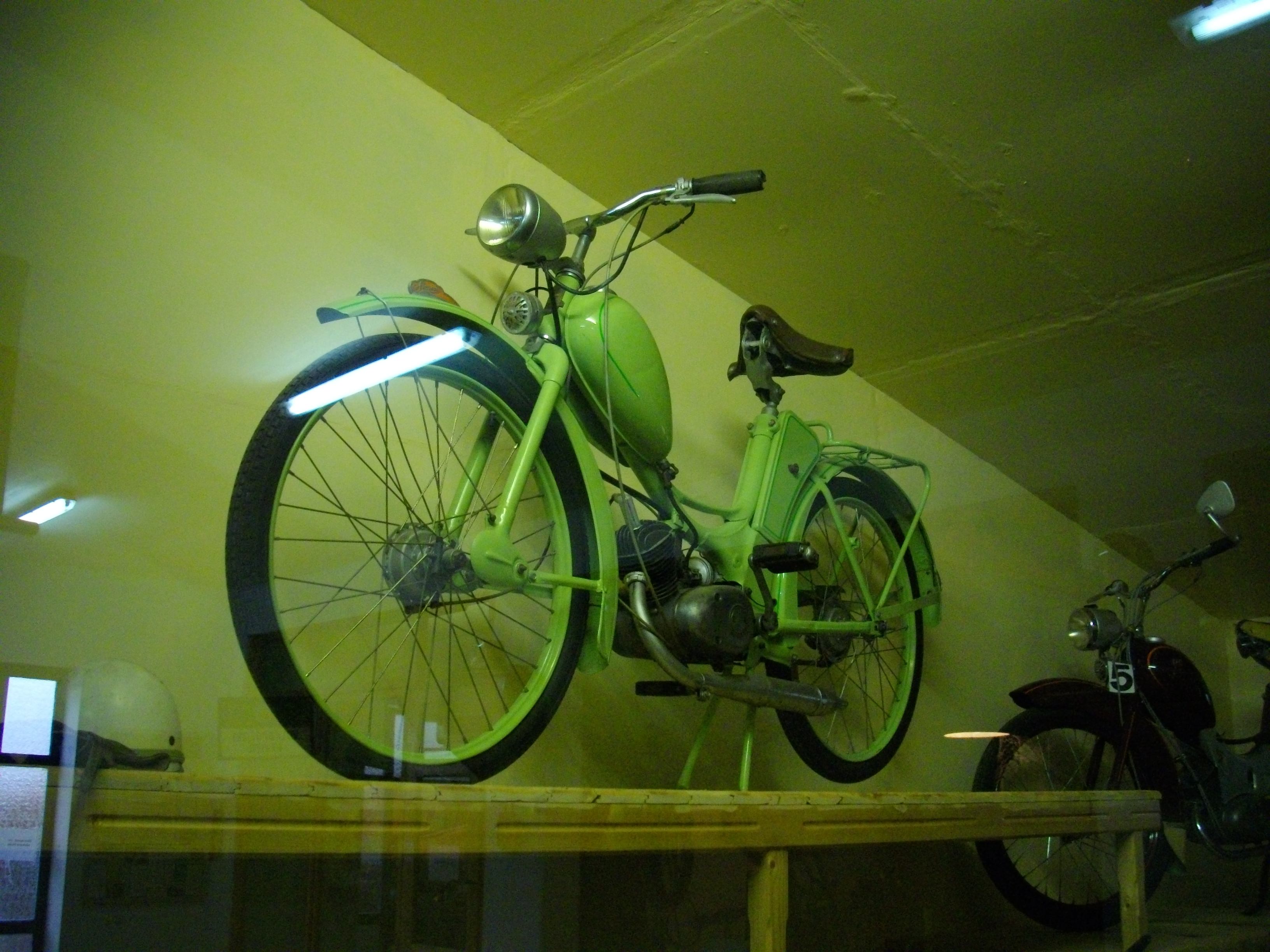
SR1 — первый мопед компании, выпускался с 1955

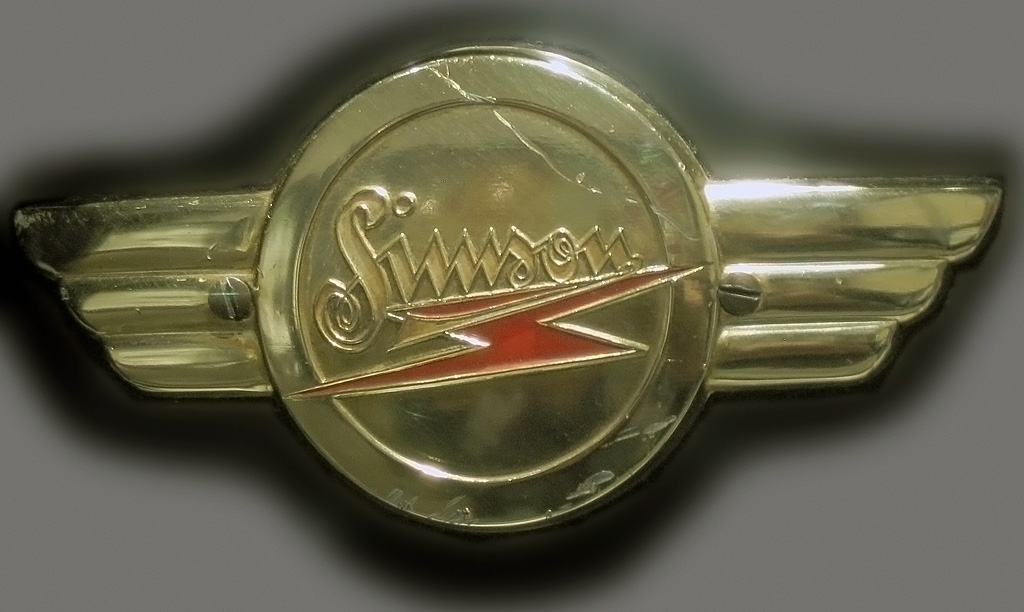
Фирменная эмблема Simson с бака мотоцикла ННА ГДР в Военно-историческом музее Бундесвера

Модель мокика Schwalbe KR51/1 за свои ходовые характеристики и неповторимый дизайн, до сих пор в Германии считается культовой, по популярности не уступая даже итальянской «Веспе».
Последние мокики марки Simson были изготовлены в конце 2002 года, а с 1 февраля 2003 года фирма «Simson» была объявлена банкротом и прекратила своё существование.

## Модельный ряд

#### Автомобили 1914–1934
| Тип                     | Годы выпуска | Двигатель, к-во цилиндров (все — рядные) | Рабочий объём, см³ | Мощность, л.с. / кВт | Максимальная скорость, км/ч |
| ----------------------- | ------------ | ---------------------------------------- | ------------------ | -------------------- | --------------------------- |
| Typ A (6/12 PS)         | 1914–1915    | 4                                        | 1462               | 22 (16,2 kW)         | 55                          |
| Typ C (10/28 PS)        | 1914–1915    | 4                                        | 2614               | 28 / 20,5            | 65                          |
| Typ D (14/45 PS)        | 1919–1923    | 4                                        | 3538               | 45 / 33              | 90                          |
| Typ Bo (6/22 PS)        | 1919–1924    | 4                                        | 1570               | 22 / 16,2            | 65                          |
| Typ Co (10/40 PS)       | 1919–1924    | 4                                        | 1613               | 40 / 29              | 80                          |
| Typ F (14/65 PS)        | 1923–1924    | 4                                        | 3613               | 65 / 48              | 100                         |
| Supra Typ S (8/50 PS)   | 1924–1926    | 4                                        | 1970               | 50–60 / 37–44        | 120–140                     |
| Supra Typ J (12/60 PS)  | 1925–1926    | 6                                        | 3120               | 60 / 44              | 95                          |
| Supra Typ So (8/40 PS)  | 1925–1929    | 4                                        | 1970               | 40 / 29              | 100                         |
| Supra Typ R (12/60 PS)  | 1926–1931    | 6                                        | 3130               | 60 / 44              | 95                          |
| Supra Typ RJ (13/70 PS) | 1931–1934    | 6                                        | 3358               | 70 / 51              | 95                          |
| Supra Typ A (18/90 PS)  | 1931–1934    | 8                                        | 4673               | 90 / 66              | 120                         |

- AWO-425 — мотоцикл, объём двигателя 250 см³.

### Мопеды и мокики
- SL1 — мопед с рабочим объёмом 49,6 см³, мощность 1,2 кВт.
- SR1 — мопед с рабочим объёмом 47,6 см³, мощность 1,5 л.с.
- SR2 — мопед с рабочим объёмом 47,6 см³, мощность 1,8 л.с.
- Spatz — мокик с рабочим объёмом 47,6 см³ или 49,6 см³, мощность 2 или 2,3 л.с.
- Habicht — мокик с рабочим объёмом 49,6 см³, мощность 3,4 л.с.
- S50 — мокик с рабочим объёмом 49,6 см³, мощность 3,6 л.с.
- S51 — мокик с рабочим объёмом 49,8 см³, мощность 3,7 л.с.
- S53 — мокик с рабочим объёмом 49,8 см³, мощность 3,7 л.с.
- Star — мокик с рабочим объёмом 49,6 см³, мощность 3,4 л.с.
- KR50 — мотороллер с рабочим объёмом 49,6 см³, мощность 3,4 л.с.
- Schwalbe — мотороллер с рабочим объёмом 49,6 см³, мощность 3,4 л.с.
- SR50 — мокик с рабочим объёмом 49,6 см³, мощность 3,4 л.с.

### Лёгкие мотоциклы
- Sperber — рабочий объём двигателя 49,6 см³, мощность 4,6 л.с.
- S70 — рабочий объём двигателя 69,9 см³, мощность 5,6 л.с.
- S83 — рабочий объём двигателя 69,9 см³, мощность 5,6 л.с.
- Schikra

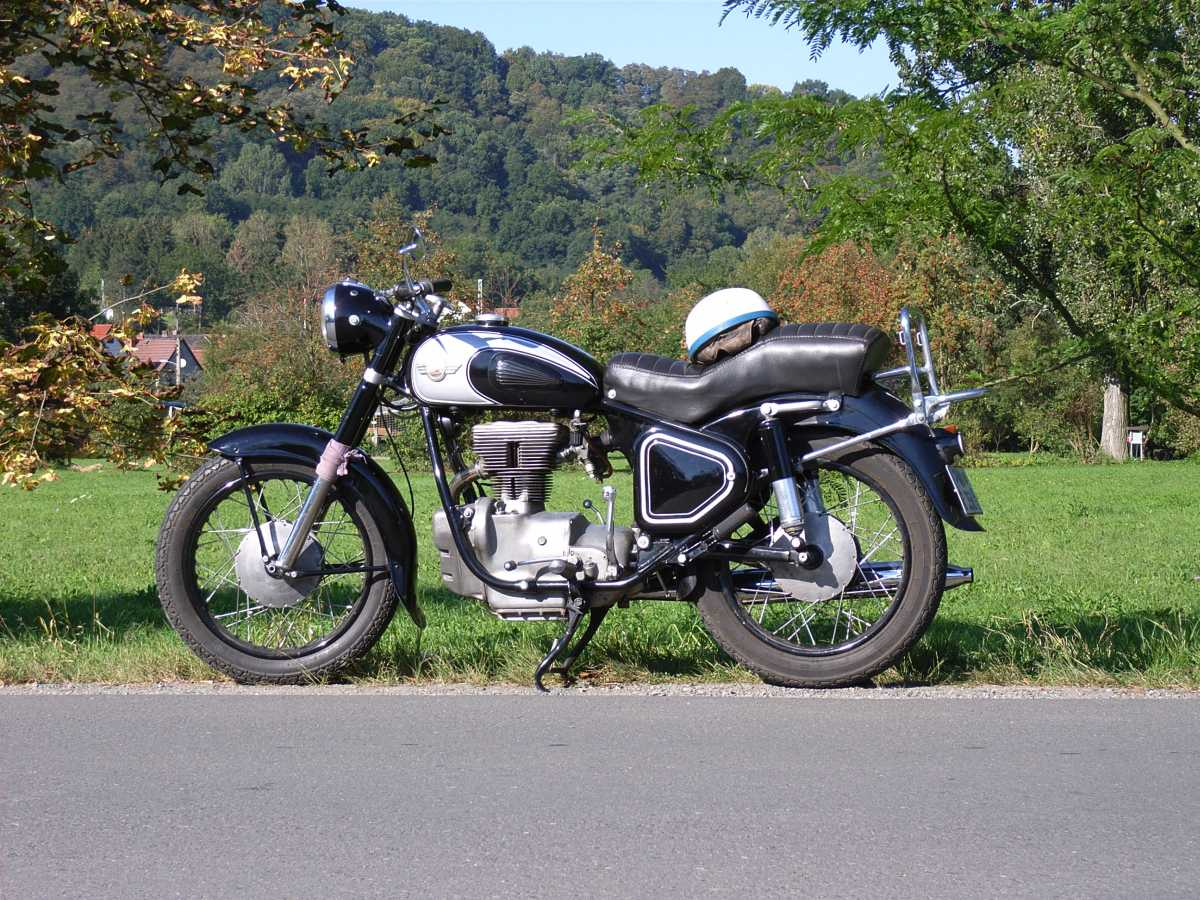
AWO 425 Sport
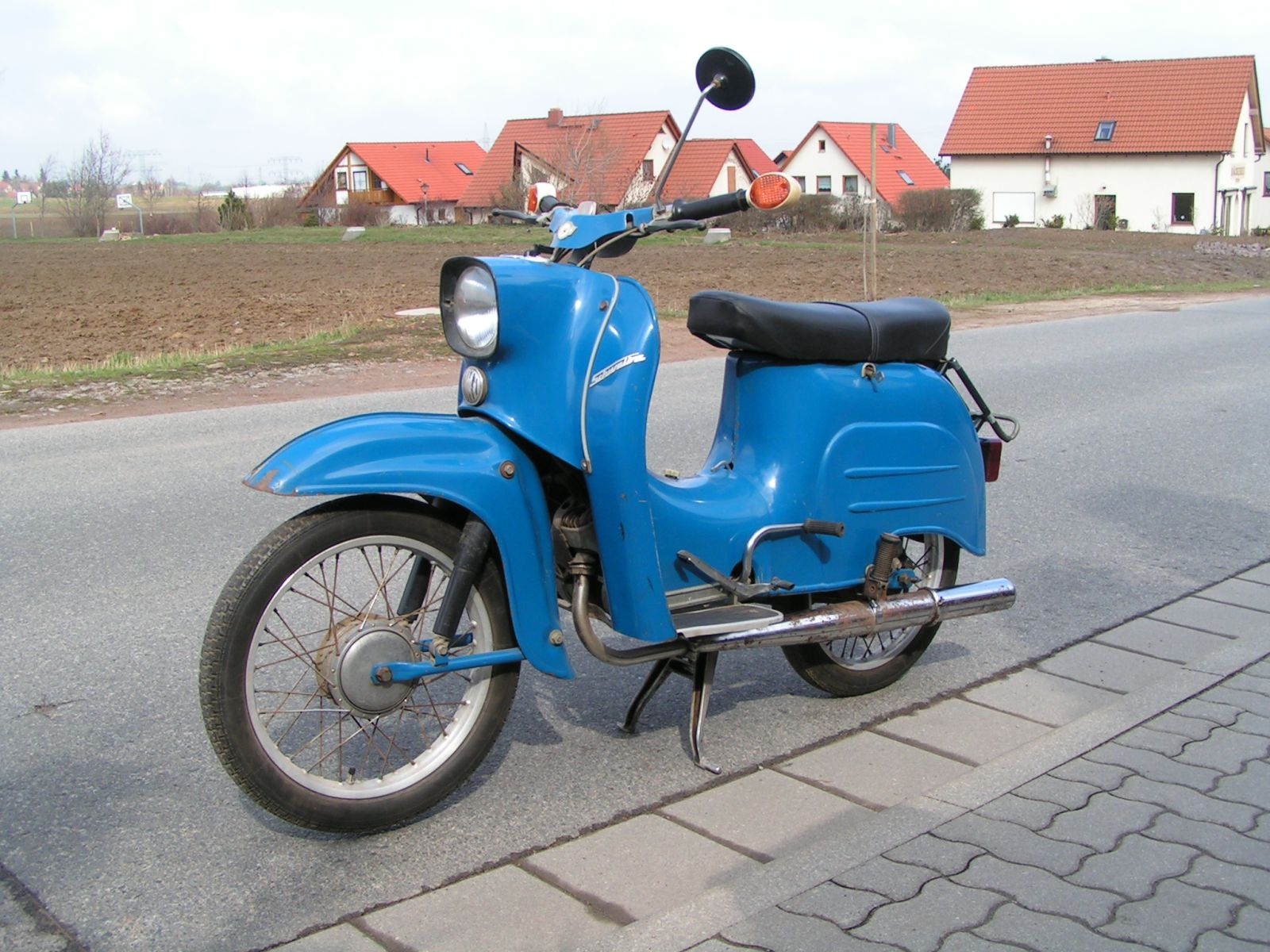
Simson Schwalbe
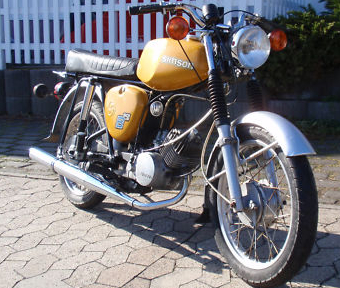
Simson S50
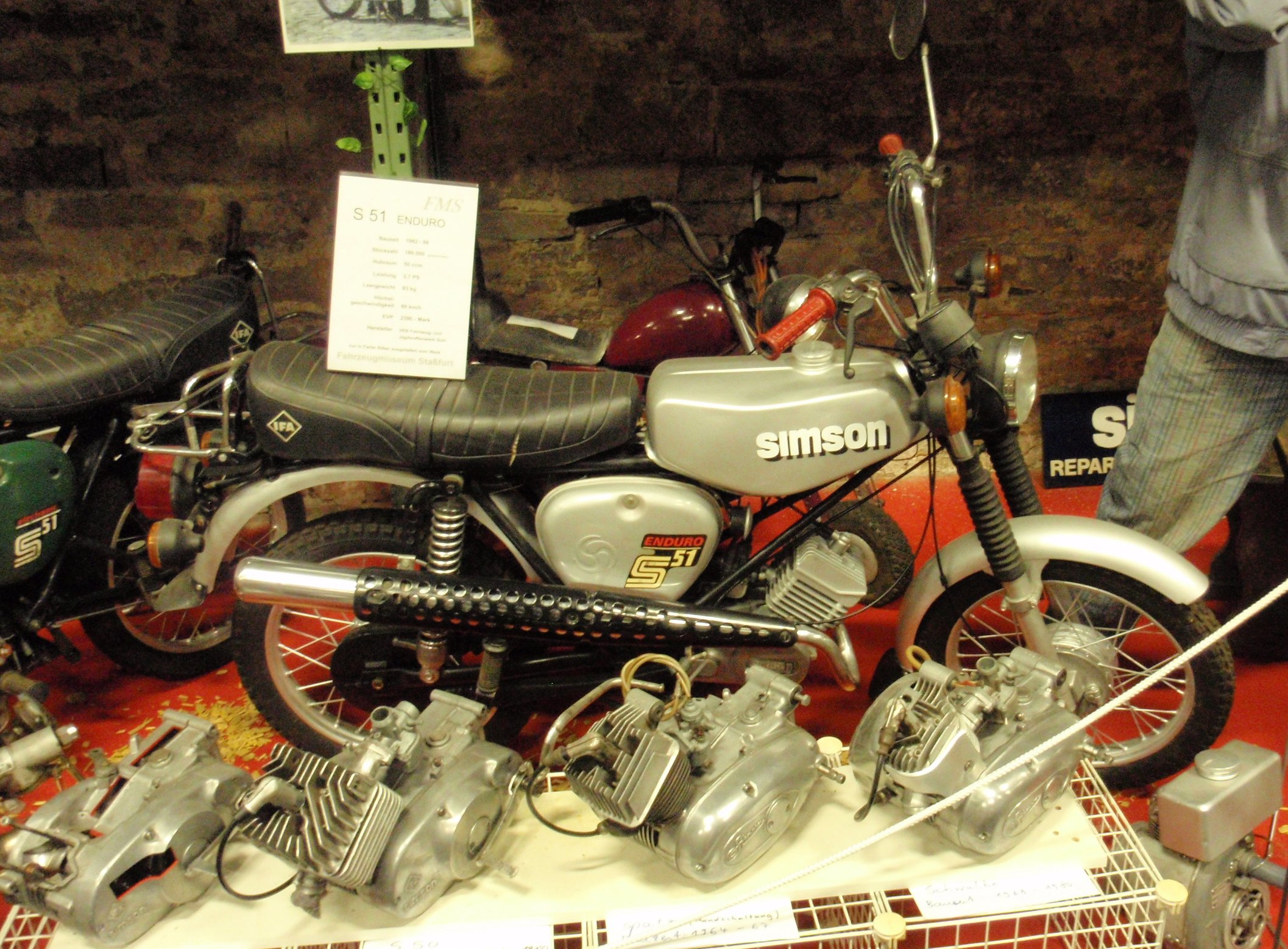
Simson S51 (эндуро)
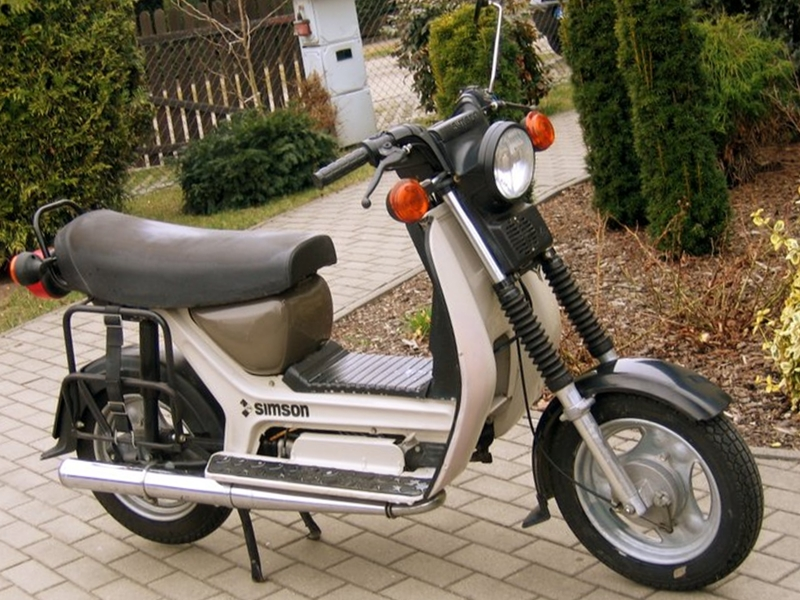
Simson SR50